# Cylindropuntia cedrosensis
Cylindropuntia cedrosensis, conocida comúnmente como cholla de cedros, es una especie de planta suculenta perteneciente al género Cylindropuntia, dentro de la familia Cactaceae. Es endémica del noroeste de México (concretamente de la Isla de Cedros). 

## Descripción
Cylindropuntia cedrosensis es una especie de cactus que crece como un arbusto bajo con ramas ligeramente colgantes, alcanzando alturas de 0,5 a 1 m y de 2 a 3 m de ancho. Los tallos son articulados y están formados por segmentos que se desprenden con facilidad, por lo que algunas poblaciones pueden ser clonales. Cada uno de ellos mide de 3 a 7 cm de largo y de 2,8 a 3,7 cm de diámetro. Tienen forma cilíndrica y su epidermis va de color verde a verde grisáceo. Presentan tubérculos ovalados anchos que miden de 1,7 a 2,5 cm de largo, de 0,8 a 1 cm de ancho y de 0,5 a 0,8 cm de altura.

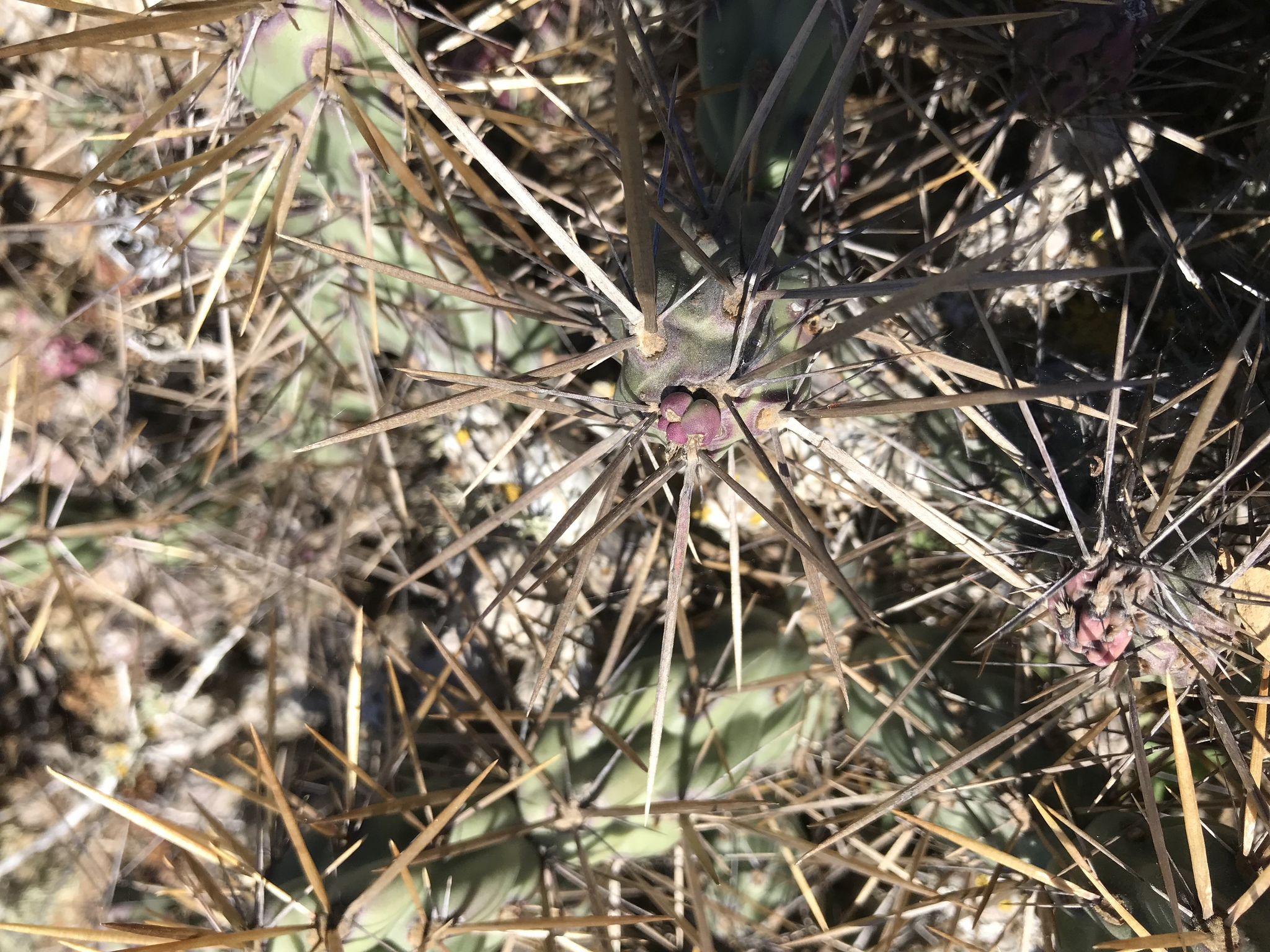
Detalle de las espinas

Sobre los tallos se asientan areolas de color crema que se vuelven gris oscuro con la edad, miden de 0,9 a 1 cm de largo y de 0,5 a 0,6 cm de ancho. Poseen gloquidios poco aparentes de color crema a amarillo oscuro y miden de 2 a 3 mm de largo. También tienen de 10 a 12 espinas en casi todas las areolas y están cubiertas por una vaina epidérmica abultada que parece de papel, de color gris con la punta de color anaranjado amarillento. Miden de 3,4 a 4,4 cm de largo, de 1 a 1,5 mm de diámetro, son de color naranja a amarillo claro y se vuelven gris oscuro con la edad. De entre ellas se distinguen de 3 a 6 espinas centrales y de 5 a 7 espinas radiales.
Las flores se abren durante el día (diurnas) y son polinizadas por abejas. Los frutos son de color verde a verde grisáceo y están comprimidos verticalmente. Son carnosos, espinosos y miden de 1,7 a 2,4 cm de largo, con diámetros de 3 a 3,6 cm. Tienen el ápice hundido hasta 1,1 cm de profundidad y presentan de 24 a 30 areolas.

## Distribución y hábitat

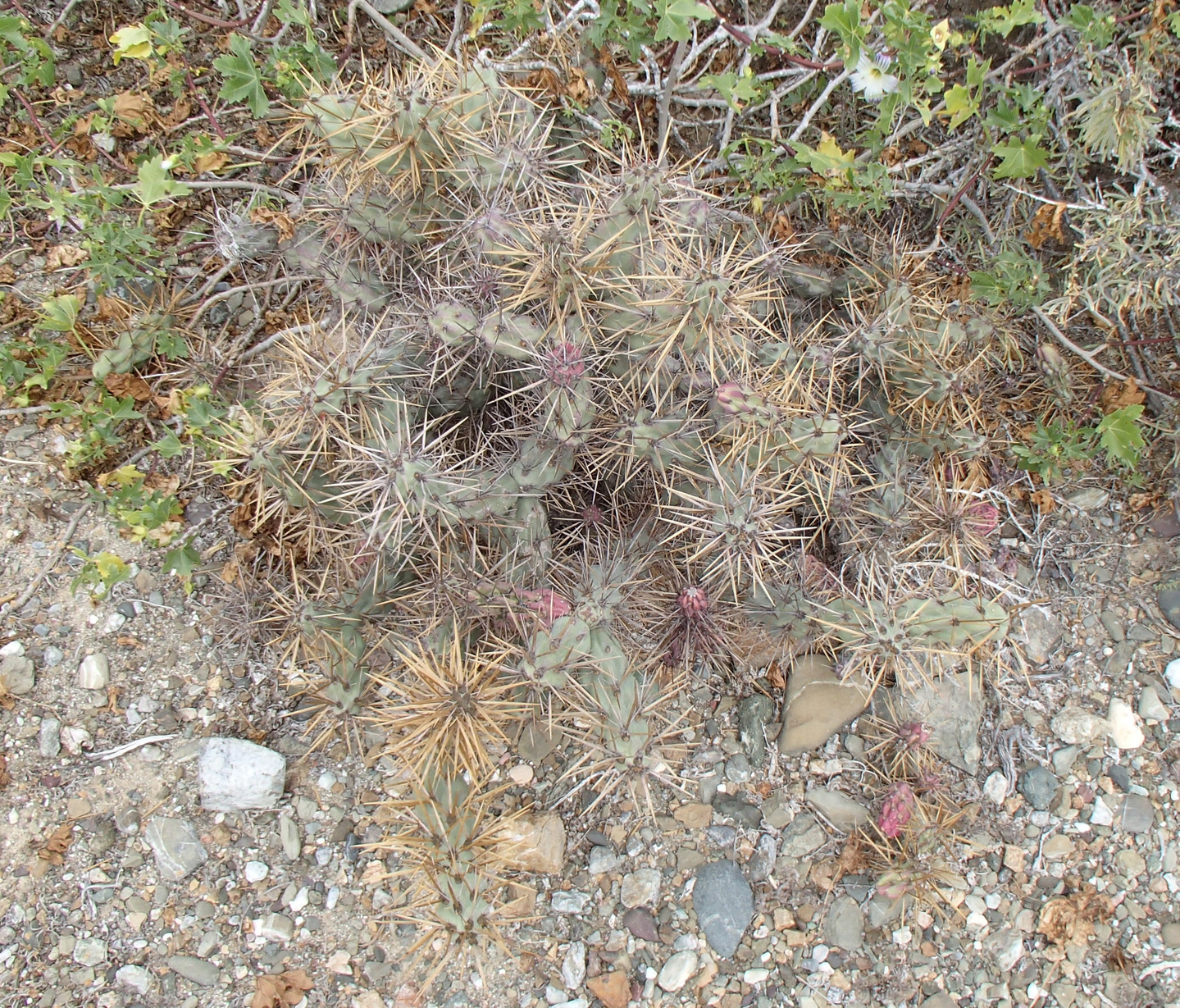
En su hábitat

El área de distribución nativa de esta especie es el noroeste de México (concretamente en la Isla de Cedros) y crece principalmente en biomas desérticos o de matorral seco. 
Es muy común en cauces rocosos, arenosos y planicies cercanas al Océano Pacífico, a elevaciones de 10 a 50 metros sobre el nivel del mar. Se encuentra asociada a otras especies de plantas como: Agave sebastiana, Atriplex barclayana, Cochemiea pondii, Deinandra streetsii, Errazurizia benthamii, Ferocactus chrysacanthus, Frankenia palmeri y Anisodontea elegans.

## Taxonomía
Cylindropuntia cedrosensis fue descrita por el botánico Jon Paul Rebman y publicada por primera vez en la revista científica Madroño 62: 53 en el año 2015.
Etimología
- Cylindropuntia: nombre genérico formado por dos palabras: el sustantivo griego kýlindros (que significa 'cilindro') y el género Opuntia, (con el que el género tiene similitudes), haciendo referencia a la forma cilíndrica de los tallos de las plantas.
- cedrosensis: epíteto geográfico que hace referencia a la presencia de la especie en la Isla de Cedros, ubicada frente a la costa occidental del centro de Baja California (México).[5]

## Usos

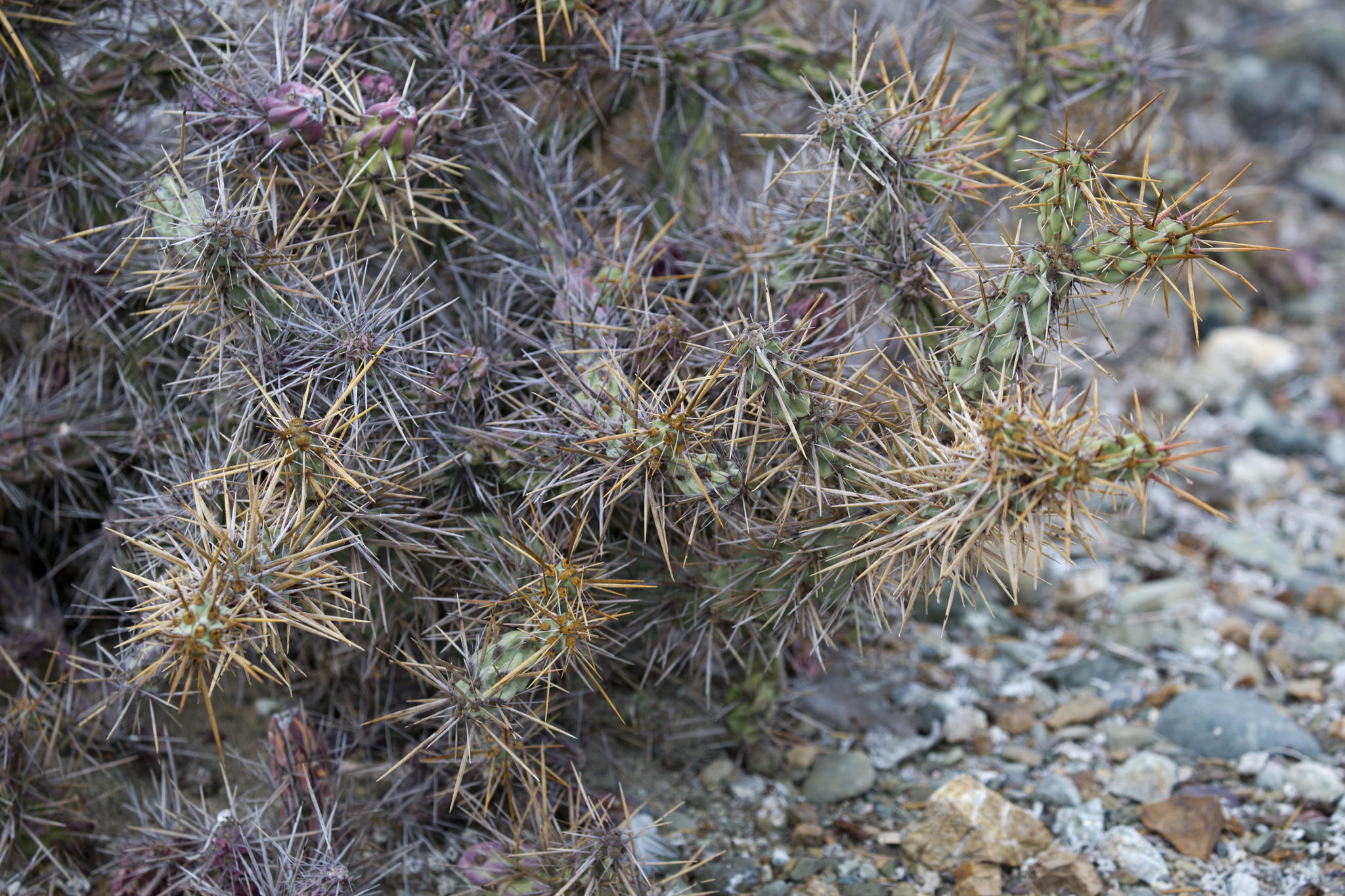
Detalle de los tallos

Se cultiva principalmente como planta ornamental y su propagación se realiza principalmente a través de esquejes.